# Kanton Plouzévédé
Der Kanton Plouzévédé war bis 2015 ein französischer Wahlkreis im Arrondissement Morlaix, im Département Finistère und in der Region Bretagne; sein Hauptort war Plouzévédé.

## Gemeinden
Der Kanton umfasste sechs Gemeinden:
| Gemeinde     | Bretonisch  | Einwohner (2022) | Fläche (km²) | Code postal | Code Insee |
| ------------ | ----------- | ---------------- | ------------ | ----------- | ---------- |
| Cléder       | Kleder      | 3.582            | 37.44        | 29233       | 29030      |
| Plouvorn     | Pouvorn     | 2.932            | 35.44        | 29420       | 29210      |
| Plouzévédé   | Gwitevede   | 1.856            | 18.51        | 29440       | 29213      |
| Saint-Vougay | Sant-Nouga  | 879              | 15.10        | 29440       | 29271      |
| Tréflaouénan | Trelaouenan | 523              | 8.16         | 29440       | 29285      |
| Trézilidé    | Trezilide   | 403              | 4.60         | 29440       | 29301      |
| Kanton       | Gwitevede   | 10.172           | 119.25       | -           | 2931       |

## Bevölkerungsentwicklung
| 1962   | 1968   | 1975 | 1982 | 1990 | 1999 | 2006 | 2012   |
| ------ | ------ | ---- | ---- | ---- | ---- | ---- | ------ |
| 10.567 | 10.162 | 9615 | 9623 | 9248 | 9025 | 9743 | 10.172 |